# Owsla
Owsla è il primo album in studio dei Fall of Efrafa, pubblicato nell'ottobre del 2006.

## Tracce
1. Pity the Weak
2. A Soul to Bear
3. Lament
4. Last Bust not Least
5. The Fall of Efrafa